# نورا غريغور
نورا غريغور (بالفرنسية: Nora Gregor )‏ (و. 1901 – 1949 م) هي ممثلة مسرحية، وممثلة أفلام من النمسا، وفرنسا، ولدت في غوريتسيا، توفيت في فينيا ديل مار، عن عمر يناهز 48 عاماً.

## وصلات خارجية
- نورا غريغور على موقع IMDb (الإنجليزية)
- نورا غريغور على موقع ألو سيني (الفرنسية)
- نورا غريغور على موقع أول موفي (الإنجليزية)
- نورا غريغور على موقع قاعدة بيانات الأفلام السويدية (السويدية)
- نورا غريغور على موقع قاعدة بيانات الفيلم (الإنجليزية)
- نورا غريغور على موقع كينوبويسك (الروسية)